# Stanisław Stolorz
Stanisław Marek Stolorz (ur. 6 maja 1961 w Tychach, zm. 23 kwietnia 2019) – polski kolejarz, działacz związkowy, przewodniczący Federacji Związków Zawodowych Pracowników PKP oraz wiceprzewodniczący Forum Związków Zawodowych.

## Życiorys
Jest absolwentem Technikum Kolejowego w Sosnowcu. W PKP pracuje od początku lat 80. XX wieku. W trakcie swojej kariery zawodowej był między innymi dyżurnym ruchu i dyspozytorem, a także kierownikiem Rejonowego Ośrodka Informacji Naukowo-Technicznej i Ekonomicznej w Katowicach. W okresie PRL był również przewodniczącym Związku Socjalistycznej Młodzieży Polskiej w katowickim węźle kolejowym.
W 2003 został wiceprzewodniczącym Federacji Związków Zawodowych Pracowników PKP do spraw organizacyjnych, a w 2008 został wybrany po raz pierwszy przewodniczącym ZZP PKP na kadencję 2008–2012. W tym samym roku podczas IV Kongresu Sprawozdawczo-Wyborczego Forum Związków Zawodowych w Falenicy został wybrany jednym z sześciu wiceprzewodniczących FZZ. W kwietniu 2012 podczas VIII Krajowego Zjazdu Delegatów Federacji Związków Zawodowych Pracowników PKP został wybrany przewodniczącym ZZP PKP na kolejną kadencję 2012–2016. W 2014 został ponownie wybrany na wiceprzewodniczącego FZZ, a w październiku 2015 z ramienia FZZ został członkiem powołanej przez prezydenta RP Andrzeja Dudę – Rady Dialogu Społecznego.
Ukończył studia magisterskie na Uniwersytecie Śląskim oraz podyplomowe studia menadżerskie. Był członkiem Rady Nadzorczej PKP Polskie Linie Kolejowe S.A. oraz PKP S.A.
Pochowany na cmentarzu w Chełmie Śląskim.

## Kontrowersje
W sierpniu 2015 na łamach „Gazety Polskiej Codziennie” ukazał się artykuł pt. Pomagał SB, przewodzi związkom w PKP w którym oskarżono Stanisława Stolorza, iż w latach 1988–1990 był tajnym współpracownikiem Służby Bezpieczeństwa o pseudonimie „Stolarz”. W odpowiedzi na artykuł Stanisław Stolorz wydał za pośrednictwem strony internetowej ZZP PKP oficjalne oświadczenie, w którym zdementował oskarżenia, wskazując, iż w związku z pełnionymi funkcjami kilkakrotnie w przeszłości składał oświadczenia lustracyjne i jednocześnie zaznaczył, iż oskarżenia przeciwko niemu mają charakter walki politycznej.